# Karshomyia borealis
Karshomyia borealis är en tvåvingeart som beskrevs av Ephraim Porter Felt 1920. Karshomyia borealis ingår i släktet Karshomyia och familjen gallmyggor.
Artens utbredningsområde är New York. Inga underarter finns listade i Catalogue of Life.